# Сканиращ електронен микроскоп
Сканиращият електронен микроскоп (СЕМ) е вид електронен микроскоп, който се използва за изучаване на повърхности: Обектът се сканира (обхожда се точка по точка) от електронен сноп. Отразените или избитите електрони се улавят от детектор и след обработка на сигнала, се получава образ върху монитора. За да се получат качествени образи при наблюдение, е необходимо да се отразяват или избиват максимално количество електрони т.е обектът да е „непрозрачен за тях“. Това налага покриването на непроводящи обекти с тънък слой въглерод (под формата на графит) или благороден метал (злато, злато-паладий, платина). Работи се с по-ниско напрeжение от трансмисионния електронен микроскоп(30-40 kV). Сканирането на обекта става с помощта на така наречените дефлектори – електромагнитни пластинки, които отклоняват елктронния лъч във взаимно перпендикулярни посоки. За да има максимална ефективност, всички електромагнитни лещи, които регулират елeктронния лъч се намират преди обекта за наблюдение, който е поставен в най-долната част на вакуумната колона. Образът, който се получава е обемен, тъй като детекторът за избитите или отразени електрони е поставен в единия край на тръбата и ако електроните се отклонят в друга посока, съответната точка се отчита като „тъмна“, а ако отклонението е в посока на детектора – като „светла“.

## История
СЕМ е първоначално разработен от Манфред фон Арден в Германия.